# پروانه‌های جنگلی دیدگریز
زپروانه‌های جنگلی دیدگریز (نام علمی: Bebearia) نام یک سرده از زیرخانواده دریابدها است.
پروانه‌های این جنس همانندی زیادی با جنس پروانه‌های جنگلی دارند اما در سردهٔ پروانه‌های جنگلی دیدگریز، نقش‌ونگارهای زیرین بال‌های آن‌ها نقش برگ‌های مرده را دارد که برای دیدگریزی کاربرد دارد.